# Alfredo Franci
Alfredo Franci (Firenze, 28 marzo 1934) è un ex calciatore italiano, di ruolo portiere.

## Carriera
Giocò in Serie A con il Genoa.

## Palmarès

### Club

#### Competizioni nazionali
- Serie D: 2

Massese: 1964-1965
Viareggio: 1967-1968